# Aethalura trilineata
Aethalura trilineata är en fjärilsart som beskrevs av Bruchova 1945. Aethalura trilineata ingår i släktet Aethalura och familjen mätare. Inga underarter finns listade i Catalogue of Life.